# 阿茹达
阿茹达是葡萄牙波塔莱格雷区的一个堂区。总面积91.06平方公里，总人口2061人，人口密度16.4人/平方公里。